# Liste von Zeitschriften im Familienrecht
Die Liste von Zeitschriften im Familienrecht führt erscheinende und ehemals erschienene Fachzeitschriften im Familienrecht auf. Zu den Themenbereichen des Familienrechts zählen das Kindschaftsrecht, das Unterhaltsrecht, das Scheidungsrecht sowie das Betreuungs- und Vormundschaftsrecht. Angrenzende Themenbereiche sind zum Beispiel das Erbrecht, Steuerrecht und Sozialrecht.

## Liste

### Deutschland
Wichtige Fachzeitschriften für das deutsche Familienrecht sind:
| Kürzel   | Titel                                                                      | von  | bis   | Anmerkungen |
| -------- | -------------------------------------------------------------------------- | ---- | ----- | --- |
| BtPrax   | Betreuungsrechtliche Praxis                                                | 1992 | heute | |
| EzFamR   | Entscheidungssammlung zum Familienrecht                                    | 1996 | heute | Loseblattsammlung mit Ergänzungslieferungen. |
| FamRB    | Der Familien-Rechts-Berater                                                | 2002 | heute | |
| FamRZ    | Zeitschrift für das gesamte Familienrecht                                  | 1953 | heute | |
| FF       | Forum Familienrecht                                                        | 1998 | heute | Bis zur Ausgabe Juni/Juli 2008 unter dem Titel Forum Familien- und Erbrecht. |
| FGPrax   | Praxis der freiwilligen Gerichtsbarkeit                                    | 1995 | heute | Hervorgegangen aus Entscheidungen der Oberlandesgerichte in Zivilsachen. |
| FK       | Familienrecht kompakt                                                      | 2001 | heute | |
| FPR      | Familie – Partnerschaft – Recht                                            | 1995 | 2013  | aufgegangen in der Zeitschrift NZFam |
| FuR      | Familie und Recht                                                          | 1990 | heute | |
| JAmt     | Das Jugendamt                                                              | 1927 | heute | |
| JZ       | JuristenZeitung                                                            | 1951 | heute | |
| KindPrax | Kindschaftsrechtliche Praxis                                               | 1998 | 2005  | |
| NJW      | Neue Juristische Wochenschrift                                             | 1947 | heute | |
| NZFam    | Neue Zeitschrift für Familienrecht                                         | 2014 | heute | Zusammenschluss der Zeitschriften FPR und FamFR (2009–2013) |
| OLGZ     | Entscheidungen der Oberlandesgerichte in Zivilsachen                       | 1965 | 1994  | Nachfolgerin ist die Praxis der freiwilligen Gerichtsbarkeit (FGPrax). |
| StAZ     | Das Standesamt                                                             | 1922 | heute | |
| ZBlJugR  | Zentralblatt für Jugendrecht und Jugendwohlfahrt                           | 1984 | 2005  | |
| ZFE      | Zeitschrift für Familien- und Erbrecht                                     | 2002 | 2011  | Eingestellt 07/2011. Inhalte fortgeführt unter anderem in Familie und Recht (FuR). |
|          | Die Jugendfürsorge                                                         | 1900 | 1920  | Ab 11.1916 Zählung von Mitteilungen der Deutschen Zentrale für Jugendfürsorge übernommen. |
|          | Deutsche Jugendgerichtsarbeit                                              | 1917 | 1920  | [ 3 ] |
|          | Zentralblatt für Vormundschaftswesen, Jugendgerichte und Fürsorgeerziehung | 1909 | 1924  | [ 4 ] |
|          | Zentralblatt für Jugendrecht und Jugendwohlfahrt                           | 1924 | 1984  | [ 5 ] |
| ZfJ      | Zentralblatt für Jugendrecht                                               | 1984 | 2005  | Ab 1909 Zentralblatt für Vormundschaftswesen, Jugendgerichte und Fürsorgeerziehung, ab 1924 Zentralblatt für Jugendrecht und Jugendwohlfahrt: Organ des Deutschen Instituts für Vormundschaftswesen, ab 1984 Zentralblatt für Jugendrecht. Nachfolger ist die Zeitschrift für Kindschaftsrecht und Jugendhilfe. |
| ZKJ      | Zeitschrift für Kindschaftsrecht und Jugendhilfe                           | 2006 | heute | Die Zeitschrift vereinigt die Zeitschriften Kindschaftsrechtliche Praxis und Zentralblatt für Jugendrecht. |
| ZRP      | Zeitschrift für Rechtspolitik                                              | 1968 | heute | |

### Österreich
| Kürzel | Titel                                           | von  | bis   | Anmerkungen |
| ------ | ----------------------------------------------- | ---- | ----- | ----------- |
| EF-Z   | Zeitschrift für Familien- und Erbrecht          | 2006 | heute |             |
| iFamZ  | Interdisziplinäre Zeitschrift für Familienrecht | 2006 | heute |             |

### Schweiz
| Kürzel    | Titel                         | von  | bis   | Anmerkungen                                      |
| --------- | ----------------------------- | ---- | ----- | ------------------------------------------------ |
| FAMPRA.ch | Die Praxis des Familienrechts | 2000 | heute | Das Blatt erscheint in vier Sprachen kombiniert. |